# قاي ريس
قاي ريس (بالإنجليزية: Guy Reese)‏ هو لاعب كرة قدم أمريكية أمريكي، ولد في 22 سبتمبر 1939 في دالاس في الولايات المتحدة، وتوفي في 22 نوفمبر 2010 في مقاطعة كولين في الولايات المتحدة بسبب سرطان.

## وصلات خارجية
- قاي ريس على موقع مرجع كرة القدم المحترفة.كوم (الإنجليزية)